# Endomychus sasajii
Endomychus sasajii es una especie de coleóptero de la familia Endomychidae.

## Distribución geográfica
Habita en Taiwán.